# Ilattia albigutta
Ilattia albigutta là một loài bướm đêm trong họ Noctuidae.